# 겐가사우루스
겐가사우루스(학명:Gengasaurus nicosiai)는 어룡목 안공룡과에 속하는 어룡이다. 지금은 멸종한 종으로서 전체적인 몸길이가 2.4m을 가졌으며 이는 어룡들 중에선 중형급에 속한다.

## 특징
겐가사우루스(Gengasaurus)는 쥐라기(Juragi)의 안구공룡 종류와 유일한 종인 겐가사우루스 니코시아이는 2017년에 이탈리아한 지방인 겐가의 지역성을 따라 이름 지어졌다. 이름의 뜻은 겐가의 도마뱀이다. 그것은 약 1억 2천 5백만 년 전에 이탈리아에서 살았고 완전히 자랄 때 길이가 약 2.4 미터였다. 거의 완전한 홀로타입은 1976년에 캄포노체키오의 후기 쥐라기(티토니아) 칼카리 지방 일대에서 발견되었으며 1980년과 2000년에 "겐가 어시공룡"으로 묘사되어 2016년에 명명되고 서술되기 전에 최종적으로 2017년에 이 논문이 발표되었다. 이 홀로타입은 현재 겐가의 스파엘레오팔래온톨로지 박물관에 소장되어 있다. 몸의 전체는 물속에서 헤엄치기 알맞게 진화된 지느러미를 가지고 있으며 특히 가슴지느러미와 꼬리지느러미가 매우 크게 발달한 종이다. 양턱에는 총 15~25개의 세랭된 톱니 모양의 이빨을 가지고 있으며 이를 통해 먹이를 사냥했을 것으로 보인다. 먹이로는 당대에 서식했던 물고기, 두족류, 갑각류를 주로 잡아먹고 살았을 육식성의 포식자로 추정되는 종이다.

## 생존시기와 서식지와 화석의 발견
겐가사우루스가 생존하던 시기는 중생대의 쥐라기 후기로서 지금으로부터 1억 6500만년전~1억 4500만년전에 생존했던 종이다. 생존했던 시기에는 이탈리아를 중심으로 하는 유럽의 지중해, 흑해, 북동부 대서양에서 주로 서식했던 어룡이다. 화석의 발견은 1976년에 유럽의 트라이아스기에 형성된 지층에서 유럽의 고생물학자들에 의해 최초로 발견되었으며 이후인 2017년에 현재의 이름으로 지어져 새롭게 명명된 종이다.

## 같이 보기
- 파충류
- 중생대
- 쥐라기
- 어룡
- 화석